# Font del Sill
La Font del Sill és una font del terme municipal de Salàs de Pallars, al Pallars Jussà, situada a prop i al nord de Salàs, a la plana, entre les partides de Rodonella, a llevant, i la Plantada, a ponent. És a 615 msnm, a uns 500 metres de la vila, a llevant del camí que mena a Sant Clem.